# Nungui Corona
La Nungui Corona è una struttura geologica della superficie di Venere.